# Roz Washington
 (février 2012).
Si vous disposez d'ouvrages ou d'articles de référence ou si vous connaissez des sites web de qualité traitant du thème abordé ici, merci de compléter l'article en donnant les références utiles à sa vérifiabilité et en les liant à la section « Notes et références ».
Roz Washington est un personnage de fiction récurrent de la série Glee.

## Vie publique
Elle a été championne olympique de natation synchronisée(elle ne cesse d'exhiber sa médaille au fil des épisodes) et veut redonner un nouveau souffle aux équipes sportives du lycée McKinley. Pour cela elle n'hésite pas a utiliser certain moyens comme lorsqu'elle met en scène une chorégraphie novatrice, ce qui dépasse totalement Sue. On découvre que c'est l'entraîneuse de l'équipe de natation synchronisée lorsque Sam l'intègre.

## Style
Roz Washington se démarque des autres personnages par une manière singulière de parler et des mimiques très personnelles. C'est une jeune femme ambitieuse qui veut à tout prix écraser Sue. Elle s'arrange toujours pour faire irruption au mauvais moment et s'imposer.